# Sztandar na falach
Sztandar na falach (tyt. oryg. Flamur në dallgë) – albański film fabularny z roku 1977 w reżyserii Kujtima Meçaja.

## Opis fabuły
Film telewizyjny. Statek albańskiej floty handlowej wypływa w rejs poza granice kraju. W czasie rejsu statek musi stawić czoło gwałtownemu sztormowi. Statkowi udaje się dotrzeć do jednego z portów. Tam jednak nikt nie chce dłuższego postoju albańskiej jednostki. Statek mimo burzy dociera do kraju.

## Obsada
- Dhimitër Orgocka jako kapitan statku
- Pandi Raidhi jako Nostrom
- Stavri Shkurti jako komisarz Uran
- Petrika Riza jako kpt Cox
- Sotiraq Çili jako pułkownik Karar
- Perika Gjezi jako główny mechanik Astrit
- Sotiraq Bratko jako mechanik Vaso
- Dhorkë Orgocka jako lekarka Erisi
- Zhani Ziçishti jako Gregori Graf
- Olimbi Shamblli jako Arbana
- Thimi Filipi jako Pagot
- Minella Borova jako prowokator
- Jani Riza jako prowokator
- Miriana Deti jako radiotelegrafistka
- Syrja Meço jako marynarz
- Refik Xhimaku jako marynarz
- Vangjel Grabocka jako prowokator
- Vani Trako jako Miku